# Giuseppe Balbo (pittore)
Giuseppe Balbo (Bordighera, 1º agosto 1902 – Ventimiglia, 26 dicembre 1980) è stato un pittore italiano.

## Biografia
Balbo fu fin da giovane attratto dal “mondo magico della pittura”. A soli 14 anni incontrò a Sanremo Vincenzo Pasquali e i suoi fratelli, che lo introdussero al mondo della scultura. Naturalmente s'interessò alla produzione artistica di tutti i pittori che vissero e lavorarono a Bordighera come Claude Monet, Pompeo Mariani, Friederich von Kleudgen, Hermann Nestel, Giuseppe Ferdinando Piana, ecc.
Frequentò l'Accademia Albertina di Torino e conobbe e divenne allievo di Andrea Marchisio. La sua pittura di esordio era impressionistica con influenze cubo futuriste. Nel 1924 dipinse Il soldato che documenta la sua adesione al secondo futurismo.
Nel 1926 gli venne commissionato un quadro per la chiesa di Terrasanta a Bordighera, intitolato Morte di San Giuseppe. In quegli anni incontrò lo scultore Adolfo Wildt che lo influenzò molto a livello pittorico. si può notare questa influenza artistica soprattutto nel suo autoritratto su sfondo giallo.
Dal 1931 al 1946 Balbo visse prevalentemente in Africa, a parte qualche breve soggiorno in Italia e a Parigi dove espose nel 1938. Nel 1941 venne fatto prigioniero dagli inglesi in Kenya, e fu in quel periodo che imparò l'inglese. Ritornò a Bordighera solo nel 1946. Una volta rientrato a casa, aprì un atelier in via Vittorio Veneto 61 e, qualche tempo dopo, una scuola d'arte per “i pittori della domenica”. Si trasferì in via Latania, sempre a Bordighera, dove continuò anche in età avanzata a lavorare e ricevere giovani artisti come lo scultore David Maria Marani.
Nel 1947, in occasione del rientro delle reliquie di Sant'Ampelio a Bordighera, gli venne commissionata la statua di cera che raccoglie i resti del santo e che è ancora visibile presso la Chiesa di Santa Maria Maddalena. La città gli commissionò anche gli affreschi del Cinema Olimpia, un edificio in stile liberty, iscritto nella lista dei beni di interesse storico e architettonico della Soprintendenza della Liguria.
Nel 1950 fondò il premio di pittura “5 Bettole”, e nel 1952 organizzò, per primo in Europa, una mostra di Jackson Pollock, Arshile Gorky, Man Ray con le opere del Museo Guggenheim. La stessa Peggy Guggenheim passò qualche giorno a Bordighera in occasione della mostra.
Morì a Ventimiglia il 26 dicembre 1980 e le sue ceneri sono conservate nel cimitero di Bordighera.

## Le iniziative di Giuseppe Balbo
Nel 1950 creò il premio pittorico "5 bettole", al quale si associò più tardi un premio letterario.
Nel 1951 ottenne dal Comune alcuni locali nel Palazzo del Parco di Bordighera. Grazie a questi spazi più ampi la scuola si trasformò in un progetto più ambizioso, l'Accademia Riviera dei Fiori, alla quale si aggiunse poi l'appellativo Giuseppe Balbo dopo la morte del suo fondatore. Durante i lavori di ristrutturazione del Palazzo del Parco, l'Accademia si spostò per un breve periodo a Ventimiglia in via Hanbury, per rientrare a Bordighera nel 1971.